# 李迎希
李迎希（1902年—1981年），中国人民解放军将领、中国人民解放军开国少将。
曾任工程兵副司令员、武汉军区副司令员兼参谋长。1955年，授予中国人民解放军少将。